# Росберг (Охајо)
Росберг (енгл. Rossburg) град је у америчкој савезној држави Охајо.

## Демографија
По попису из 2010. године број становника је 201, што је 23 (-10,3%) становника мање него 2000. године.
| Група             | 2000.       | 2010.       |
| Белци             | 222 (99,1%) | 200 (99,5%) |
| Афроамериканци    | 0 (0,0%)    | 0 (0,0%)    |
| Азијати           | 0 (0,0%)    | 0 (0,0%)    |
| Хиспаноамериканци | 1 (0,4%)    | 1 (0,5%)    |
| Укупно            | 224         | 201         |